# Ziegelberg (Šluknovská pahorkatina, 344 m)
Ziegelberg (česky doslovně Cihlový vrch) je vrch o nadmořské výšce 344 m na území obce Schmölln-Putzkau (místní část Putzkau) v zemském okrese Budyšín v Sasku.

## Charakteristika
Vrch leží v německé části Šluknovské pahorkatiny (Lausitzer Bergland) a její mesogeochoře Severní hornolužická vrchovina (Nördliches Oberlausitzer Bergland). Na východě na Ziegelberg navazuje Milchhübel (382 m) a na jihozápadě Schurzberg (418 m). Geologické podloží tvoří hybridní dvojslídý granodiorit. Převažujícím půdním typem je podzolová kambizem, kterou doplňují glej až koluvizem, erodovaná kambizem a parakambizem. Podél jižního až severozápadního úpatí protéká potok Wiedwasser, který je levým přítokem Wesenitz. Celý vrch tak náleží k povodí Labe a k úmoří Severního moře. Většina vrchu je zalesněná převážně jehličnatým lesem, svahy na severovýchodě mají zemědělské využití. Ziegelberg je součástí lesní oblasti Hohwald a chráněné krajinné oblasti Oberlausitzer Bergland.
Po svazích prochází zeleně značená trasa s názvem Rund um Putzkau (Kolem Putzkau) a modře značená trasa směřující do Neukirchu a Großdrebnitz.